# Air Gap
Als Air Gap (englisch für „Luftspalt“) oder Airwall (englisch für „Luftmauer“, in Analogie zu einer Firewall, deren Einsatzzweck ähnlich ist) wird in der Informatik ein Prozess bezeichnet, der zwei IT-Systeme voneinander physisch und logisch trennt, aber dennoch die Übertragung von Nutzdaten zulässt.
Ein Air Gap wird eingesetzt, um zwei oder mehr unterschiedlich vertrauenswürdige Rechner oder Rechnernetze voneinander zu isolieren, die jedoch Daten des jeweils anderen Systems verarbeiten müssen. Ein klassisches Beispiel ist die kriminaltechnische Untersuchung eines verdächtigen Datenträgers. Hier muss verhindert werden, dass auf dem Datenträger eine Malware gestartet wird, die auf dem anderen Gerät sensible Daten liest oder löscht.

## Realisierung
Ein Air Gap wird oft als Prozess realisiert, bei dem Daten durch Transport eines Speichermediums übertragen werden. Dabei wird ein transportables Medium in das Quellsystem eingelegt, dort beschrieben, aus diesem entfernt und in das Zielsystem eingelegt, wo der Inhalt gelesen und verarbeitet wird. Der Nutzen liegt in der Isolation der Systeme voneinander:
- Die Möglichkeit zur Datenübertragung in nur einer Richtung kann garantiert werden.
- Das Zielsystem kann nicht durch das/die Quellsysteme adressiert werden.
- Selbst bei Übertragung von Malware o. ä. steht (sofern das Zielsystem nicht über einen Anschluss an ein entsprechendes Rechnernetz wie z. B. das Internet verfügt) kein Rückkanal zur Verfügung, der zum Beispiel die Übertragung von vertraulichen Inhalten ermöglichen könnte.

Neben der Realisierung als Prozess existieren technische Implementationen des Air-Gap-Konzepts:
- die e-Gap-Produkte von Microsoft (ehemals von Whale Communications[2])
- die Reflective-Gap-Produkte von Spearhead Technologies Inc.
- die Data-Diode-Produkte von Owl Computing Technologies Inc.
- die Interactive Link Data Diode von BAE Systems Australia (ehemals von Tenix Datagate)
- die Lock-Keeper-Technologie von Siemens
- die Waterfall-Produkte von Waterfall Security Solutions

## In Filmen und Literatur
In einigen Werken ist das Fehlen eines Air Gaps – und die daraus resultierenden Folgen – Teil der Handlung: Im Roman Diabolus führt ein NSA-Supercomputer ein Programm aus, während er eigentlich nur Daten analysieren sollte. Die Folge ist, dass das Programm eine Unmenge geheimdienstlicher Informationen zu veröffentlichen droht. Im James-Bond-Film Skyfall schließt Q einen verdächtigen Laptop ans Netzwerk des Geheimdienstes an; der Laptop setzt dann eine Kaskade von Ereignissen in Gang, die dem Bösewicht Silva die Flucht ermöglichen.

## Umgehungsmaßnahmen
Seit November 2013 haben Wissenschaftler gezeigt, dass sich Air Gaps mittels verschiedener Methoden austricksen lassen.
- So können sie mittels verdeckter akustischer Netzwerke überwunden werden.[3][4]
- Auch kann die Grafikkarte eines Rechners zur Erzeugung eines Funksignals verwendet werden.[5]
- Sogar durch Temperaturänderungen kann der Air Gap überwunden werden.[6]
- Ebenso lassen sich Informationen über GSM-Geräte (wie Mobiltelefone) ausspähen.[7]
- Auch durch die Geräusche eines Festplatten-Lese-/Schreibkopfes lassen sich geringe Datenmengen übermitteln[8]
- Ein anderer Angriffspunkt ist eine optische Übertragung über manipulierte Festplattenaktivitätsanzeigen oder andere LEDs, die von außen sichtbar sind[9]
- Der Prozessor eines PCs kann genutzt werden, um Radiowellen zu emittieren.[10]
- Netzwerkkabel lassen sich ebenso zur Erzeugung von Funksignalen verwenden.[11]